# Steven Fortès
Steven Fortès (Marsella, Francia; 17 de abril de 1992) es un futbolista caboverdiano nacido en Francia. Juega de defensa central y su equipo actual es el RC Lens B del Championnat National 3. Es internacional absoluto por la selección de Cabo Verde desde 2015.

## Trayectoria
Nacido en Marsella, Fortès comenzó su carrera en clubes del ascenso francés. En junio de 2017, el defensor fichó en el Toulouse por cuatro años. Fue cedido al Lens en 2019 y el club lo contrató permanentemente al término de la temporada.

## Selección nacional
Debutó en la selección de Cabo Verde en 2015. Fue citado a la Copa Africana de Naciones 2021.

### Participaciones en copas
| Copa                           | Sede    | Resultado        |
| ------------------------------ | ------- | ---------------- |
| Copa Africana de Naciones 2021 | Camerún | Octavos de final |

## Clubes
| Club                       | País    | Año           |
| -------------------------- | ------- | ------------- |
| SCO La Cayolle             | Francia | 2011-2012     |
| Arles-Avignon              | Francia | 2013-2014     |
| Le Havre                   | Francia | 2014-2017     |
| Toulouse                   | Francia | 2017-2019     |
| Lens (Cedido)              | Francia | 2019          |
| Lens                       | Francia | 2019-2023     |
| Oostende (Cedido)          | Bélgica | 2021-2022     |
| Quevilly - Rouen Métropole | Francia | 2023-2024     |
| RC Lens B                  | Francia | 2025-presente |